# علي مندني
علي مندني، لاعب كرة قدم كويتي سابق، وحكم كرة قدم كويتي دولي سابق.
و قد كان يلعب مع نادي العربي الكويتي.
و قد حكم في كأس الخليج 1998، وقد أدار مباراة منتخب عمان لكرة القدم ومنتخب قطر لكرة القدم في 31 أكتوبر 1998.